# Les Moitiers-d’Allonne
Les Moitiers-d’Allonne ist eine französische Gemeinde mit 730 Einwohnern (Stand 1. Januar 2022) im Département Manche in der Region Normandie. Sie gehört zum Arrondissement Cherbourg sowie zum Kanton Les Pieux. Die Einwohner nennen sich Moutrons.

## Geografie
Die Gemeinde liegt auf der Halbinsel Cotentin, rund 100 Kilometer nordwestlich von Caen, und grenzt im Westen an den Ärmelkanal. Nachbargemeinden sind Baubigny und Sénoville im Norden, Sortosville-en-Beaumont im Osten, La Haye-d’Ectot im Südosten und Barneville-Carteret im Süden.
Die Gemeinde besteht aus zwei Hauptweilern, und zwar Les Moitiers d’Allonne selber und Hatainville. Ein größeres Dünenmassiv (Dunes d’Hatainville) erstreckt sich bei Hatainville auf eine Fläche von etwa 400 Hektar entlang der Küste (von Baubigny bis zum Kap de Carteret) und auch landeinwärts. Es ist ein Naturschutzgebiet. Die Dünen erreichen eine Höhe von maximal 80 Metern. Das Gebiet wird von der Gemeinde und vom Conservatoire du littoralverwaltet. Die früher beweglichen Wanderdünen wurden durch Zäune aus Holz und durch das Pflanzen mit Strandhafer befestigt.

### Verkehrsanbindung
Les Moitiers-d’Allonne wird von der vom Département Manche betriebenen Buslinie Manéo Nr. 10 angefahren (Buslinie Portbail–Barneville-Carteret–Les Pieux–Cherbourg). Damit ist die Bahnstrecke Paris-Caen-Cherbourg in Cherbourg mit den öffentlichen Verkehrsmitteln erreichbar.

## Toponymie
Les Moitiers leitet sich aus dem Lateinischen monasterium und bedeutet also die Kirchen, während sich Allonne aus dem Gallischen (also Keltischen) alauna ableitet. Alauna setzt sich aus al- zusammen, was Höhe bedeutet (vgl. Alleaume, Viertel von Valognes).
Hatainville leitet sich aus dem skandinavischen Hasstein und aus der lateinischen Endung -ville ab.

## Geschichte
1818 wurden die beiden ehemals selbständigen Gemeinden Notre-Dame-d’Allonne und Saint-Pierre-d’Allonne unter dem Namen Les Moitiers-d’Allonne zusammengelegt.

### Bevölkerungsentwicklung
| Jahr      | 1968 | 1975 | 1982 | 1990 | 1999 | 2006 | 2018 |
| Einwohner | 515  | 504  | 538  | 597  | 613  | 660  | 704  |

## Wirtschaft
- Sndstein-Abbau
- Baryt-Lagerstätte

## Sehenswürdigkeiten

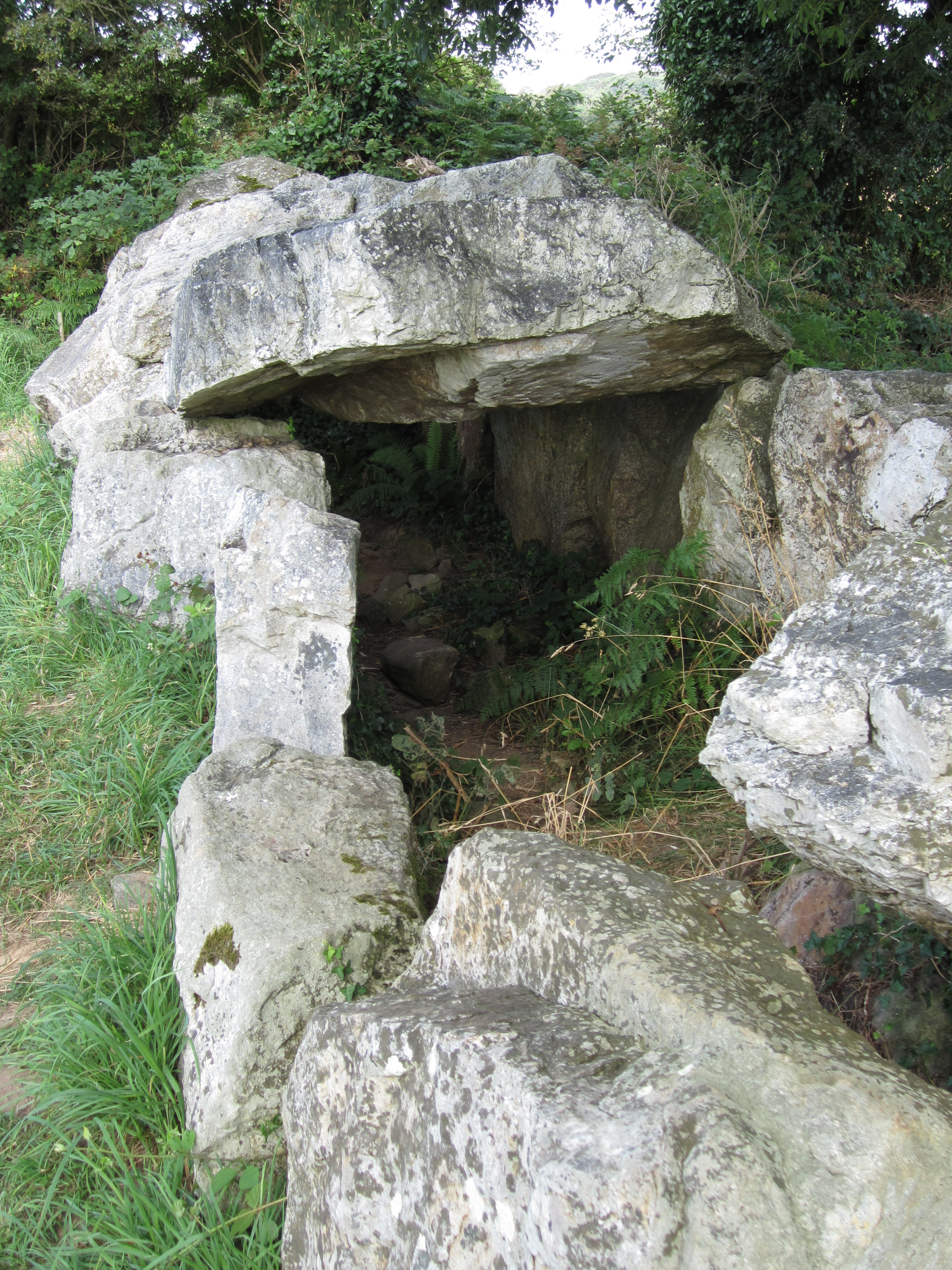
Autel des druides

- Galeriegrab Autel des Druides (deutsch Altar der Druiden), das in die Liste der historischen Denkmäler aufgenommen wurde[4].
- Kirche Notre-Dame, die ein Hochrelief (La Trinité) aus dem 16. Jahrhundert beherbergt. Wurde als Gegenstand in die Liste der historischen Denkmäler aufgenommen.

## Persönlichkeiten
- François-Médard Racine[5] (1774–1817), Freibeuter, der in Notre-Dame-d’Allonne geboren ist (siehe Port Racine in Saint-Germain-des-Vaux).